# Пинкард (Алабама)
Пинкард (енгл. Pinckard) град је у америчкој савезној држави Алабама. По попису становништва из 2010. у њему је живело 647 становника.

## Демографија
Према попису становништва из 2010. у граду је живело 647 становника, што је 20 (3,0%) становника мање него 2000. године.
| Група             | 2000.       | 2010.       |
| Белци             | 517 (77,5%) | 538 (83,2%) |
| Афроамериканци    | 119 (17,8%) | 82 (12,7%)  |
| Азијати           | 1 (0,1%)    | 3 (0,5%)    |
| Хиспаноамериканци | 21 (3,1%)   | 11 (1,7%)   |
| Укупно            | 667         | 647         |